# Asticta laevigata
Asticta laevigata är en fjärilsart som beskrevs av W. Warren 1913. Asticta laevigata ingår i släktet Asticta och familjen nattflyn. Inga underarter finns listade i Catalogue of Life.